# Pite
 Ovo je glavno značenje pojma Pite. Za rijeku u Švedskoj pogledajte Pite (rijeka).
Pite (lat. Pittidae) su porodica ptica iz reda vrapčarki. Nastanjuju uglavnom tropsku Aziju i Australaziju, iako nekoliko vrsta živi u Africi. Slične su po veličini i ponašanju, i sve se svrstavaju u jedan rod, Pitta. Naziv potiče od teluguanske riječi pitta što je uobičajeni naziv za sve malene ptice. 
Srednje su veličine, 15-25 cm duge, s dugim snažnim nogama i stopalima. Imaju vrlo kratke repove, i kratke, neznatno zakrivljene kljunove. Mnoge, ali ne sve vrste imaju perje svijetlih boja.
Uglavnom su kopnene ptice koje nastanjuju vlažno tlo šuma. Jedu puževe, kukce i slične beskralježnjake. Većinom su solitarne. Mnoge vrste su selice, i često završavaju na neočekivanim mjestima poput kućnih vrtova tijekom selidbe. 
Gurneyeva pita (Pitta gurneyi)  je ugrožena. Još osam vrsta se smatra ranjivim. Glavna prijetnja njihovom preživljavanju je deforestacija (sječa šuma).

## Opis
Pite su dnevne ptice, koje trebaju svjetlost da bi našle svoj, često prikriven, plijen. Međutim, često ih se nađe na mračnim mjestima i vrlo su plašljive, iako će odgovoriti na imitaciju njihovih glasova. Žive samotnjački, a čak i mlade ptice nisu vezane za svoje roditelje osim kada ih hrane. Promatrane su malene grupe tijekom selidba. 
Vrlo su teritorijalne, s teritorijama koje variraju od 3000 m² do 10000m². Brane rubove teritorije pokazujući se, a borba je zabilježena samo jednom. Vrste koje se sele brane teritorije za ishranu kao i one za parenje.
Crvi čine glavninu ishrane pita, a zatim puževi. Ali u suhim uvjetima crvi postanu nedostupni jer se zakopavaju dublje u zemlju. Da bi to nadoknadile, jedu ostale beskralježnjake, uključujući i mnoge kukce, paukove, gusjenice i stonoge.
Hrane se kao čvorci, kljunom bacakajući lišće sa strane na stranu. Također ponekada kljunom pretražuju vlažnu zemlju. Smatra se i da mogu naći crve čulom mirisa. Neke vrste koriste korjenje drveća i kamenje kao nakovanj o koji razbijaju kućice puževa. 

## Razmnožavanje
Poput većine ptica pite su monogamne, i brane teritorije za parenje. Većina vrsta se pari prije kišne sezone. Jedina iznimka je Pitta superba koja se pari skoro cijele godine, jer otok Manus na kojem se pari ostaje vlažan tijekom cijele godine. Način udvaranja je slabo poznat. Pite grade neuredno gnijezdo oblika kupole s ulazom sa strane. Može biti i veličine lopte za ragbi, i obično je dobro kamuflirano među vegetacijom. Gnijezdo može biti sagrađeno na tlu kao i na drvetu. Oba spola pomažu u gradnji gnijezda, ali mužjak obavlja većinu posla. Nesu i do šest jaja. Oba roditelja se brinu za mladunce.

## Vrste
- Pitta anerythra - Crnolica pita
- Pitta angolensis
- Pitta arquata
- Pitta baudii
- Pitta brachyura
- Pitta caerulea
- Pitta cyanea
- Pitta dohertyi
- Pitta elegans
- Pitta elliotii
- Pitta erythrogaster
- Pitta granatina
- Pitta guajana
- Pitta gurneyi
- Pitta iris
- Pitta kochi
- Pitta maxima
- Pitta megarhyncha
- Pitta moluccensis
- Pitta nipalensis
- Pitta nympha
- Pitta oatesi
- Pitta phayrei
- Pitta reichenowi
- Pitta schneideri
- Pitta sordida
- Pitta soror
- Pitta steerii
- Pitta superba
- Pitta ussheri
- Pitta venusta
- Pitta versicolor

## Drugi projekti
|  | Zajednički poslužitelj ima još gradiva o temi Pite |
|  | Wikivrste imaju podatke o taksonu Pite             |